# Ахмала, Кёсси
Кёсси Ахмала (фин. Kössi Ahmala, 13 февраля 1889, Лумийоки, Улеаборгская губерния — 29 апреля 1918, Виипури) — финский революционер и писатель.

## Биография
Родился в многодетной (девять детей) семье плотника.
Приобрёл профессию часовщика.
С 14 лет служил почтальоном, с 1913 — почтальон на железной дороге Гельсингфорс (Хельсинки) — Петербург (Петроград). Литературную деятельность начал в 1909 году, выступал в основном как поэт. Его самая известная поэма — «Песнь о труде», написанная в 1913 году, — одно из самых замечательных литературных произведений рабочего движения того времени. Помимо стихов, писал также прозу, различные рассказы и мини-рассказы. Считается одним из главных представителей финской литературы начала XX века, наряду с Кёсси Каатрой, Каспером Танту и Каарло Ускелой. Публиковался в периодической печати, единственный сборник стихов Ахмалы вышел в 1920 году посмертно.
Принимал активное участие в рабочем движении в Финляндии. Нелегально перевозил корреспонденцию В. И. Ленина из Финляндии в Россию. Во время революции в Финляндии в 1918 был членом Совета связи.
После занятия Выборга войсками генерала Маннергейма 29 апреля 1918 года был расстрелян во дворе почтамта в числе шести почтовых служащих (вместе с Юхо Вало и Фёдором Алексеевым), не прекращавших работы во время власти в городе красных.